# نبيل فهد المعجل
نبيل فهد المعجل كاتب سعودي من مواليد 24 نوفمبر 1960م، استشاري نظم معلومات في شركة أرامكو السعودية، عمل في منظمة أوبك بالنمسا من عام 2008 حتى 2013، حاصل على درجة البكالوريس في علم الحاسب الآلي من (University of Portland) عام 1986، كاتب عمود في جريدة اليوم السعودية.

## المسيرة المهنية
نبيل فهد المعجل مستشار تقنية المعلومات متزوج وله أبناء متواجدون في جميع المراحل الدراسية (جامعة، ثانوية، متوسطة، إبتدائية)، سافر عام 1980 الي أمريكا وأنضم بعدها بثلأث سنوات الي البعثة التعليمية السعودية، تخرج من جامعة (University of Portland) الأميركية سنة 1986 يقال عن كتاباته انها ساخرة و مليئة بالمفارقات الإجتماعية والسياسية والدينية وهو يعتبر نفسه ( كاتب فش خلق)، ويجوز قراءتها على هذا الوجه: «كاتب فشل في خلق قراء. » سبق له الكتابة في صحيفة القبس الكويتية وحاليا يكتب أسبوعياَعلى موقع «قناة العربية.نت. » يعرف بيل غيتس جيدا، ويطالب أحدهما الآخر بالوفاء بالتزاماته الأخلاقية والمعرفية تجاه هذه المعرفة.

## مؤلفاته
| م | الكتاب                   |  | الإصدار       | الناشر                      | عدد الصفحات | ISBN13          |
| - | ------------------------ |  | ------------- | --------------------------- | ----------- | --------------- |
| 1 | ستيف بين بيل ونبيل       |  | 2013          | درا مدارك للنشر             | 190         | 9789948425427   |
| 2 | بيل ونبيل : حكايات ساخرة |  | 2008          | الدار العربية للعلوم ناشرون | 128         | 9789953873138   |
| 3 | النمس في النمسا          |  | 2014          | درا مدارك للنشر             | 181         | 9789948163237   |
| 4 | يا زيني ساكت             |  | 2012          | دار مدارك للنشر             | 200         | 9789953566856   |
| 5 | بيل ونبيل                |  | 01 يناير 2000 | الدار العربية للعلوم ناشرون | 108         | ASIN B076F8W49S |